# 抗命罪
抗命罪（こうめいざい）は、日本の陸軍刑法および海軍刑法に規定された、軍人、軍属が上官の命令に反抗し、または服従しない罪である。

## 概要
国軍の軍紀の保持のために規定された。
陸軍、海軍の両刑法は、適用される客体および罪が行なわれる地域を異にする点をのぞいて、規定はほとんど同じである。
1. 敵前におけるとき最も重く、死刑または無期もしくは10年以上の禁錮に処せられる。その他の場合は時、所によって処罰は異なるが、いずれも禁固刑である。
2. 党を組んで犯すときは、首魁、徒党に分け、個々の場合よりも厳刑で臨む。
3. 暴行をなしつつあるとき上官の制止に従わない者は、3年以下の禁錮。

陸軍刑法57条 - 59条、海軍刑法55条 - 57条。